# ليندا هارجروف
ليندا هارجروف (بالإنجليزية: Linda Hargrove)‏ هي مغنية مؤلفة أمريكية، ولدت في 3 فبراير 1949، وتوفيت في 24 أكتوبر 2010.

## وصلات خارجية
- ليندا هارجروف على موقع IMDb (الإنجليزية)
- ليندا هارجروف على موقع ميوزك برينز (الإنجليزية)
- ليندا هارجروف على موقع ديسكوغز (الإنجليزية)